# Abeokuta
Abeokuta iparváros Délnyugat-Nigériában, Ogun szövetségi állam székhelye. Lagostól kb. 75 km-re északra található. Kereskedelmi és közlekedési csomópont az Ogun folyó partján. A lakosság száma meghaladja a 600 000 főt.

## Története
A várost a rabszolgavadászok elől menekülő egba törzs tagjai alapították 1825-ben az Ogun folyó keleti partján, akik a folyópart gránitszikláinak zugaiban találtak menedéket. A sziklavár köré épített kunyhókból álló települést 32 km hosszú és 3 m magas földhányással vették körül, hogy feltartóztassák a dahomeyiek áradatát. A létrejött joruba városállam 1914-ig állt fenn. Hatalmát Lagos lagúnáira is kiterjesztette. Lakói az 1847-ben érkezett misszionáriusoktól átvették a nyugati stílusú oktatási rendszert. 1864-ben leverték a dahomeyiek lázadását. A Sierra Leone-i hittérítők ellen több ízben felkeltek, míg 1867-ben végleg elkergették őket. A lakosság száma a 19. század közepére elérte a 60–70 ezer főt. Függetlenségének 1914-ben az angolok vetettek véget, amikor Nigéria brit protekturátusának részévé tették.

## Gazdasága
A város gazdaságára a modern időkig a kézműipar volt jellemző. Ma már megtalálható a kőbányászat, a műanyag- és cementgyártás, az élelmiszer-feldolgozás és sörfőzés, a gépipari termékek összeszerelése. A lakosság nagy része mégis a kakaó- és pálmaolaj-termelésben talál munkaalkalmat.

## Oktatás
A városban működik 1988 óta az ország három agrártudományi egyetemének az egyike. (A másik kettő Makurdiban (Benue állam), illetve Umudikében (Abia állam) van.)

## Közlekedés

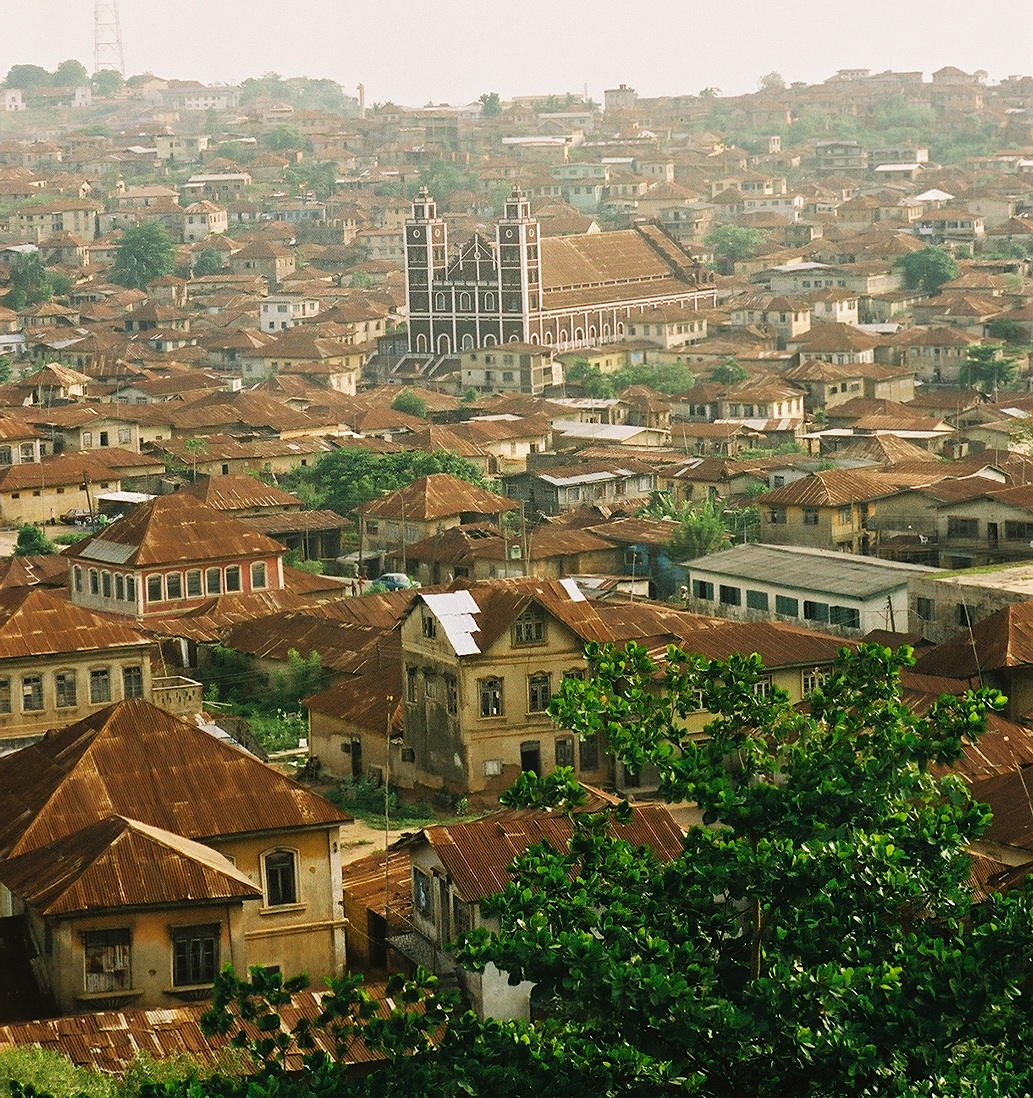
Abeokuta belvárosa

Abeokuta és Lagos között 1899-ben létesült vasúti összeköttetés. Keresztülhalad rajta a Lagos–Ibadan főútvonal. Közúti kapcsolata van még Ilaróval, Shagamuval, Iseyinnel és Cotonouval (Benin).

## A város híres szülöttei
- Christiana Abiodun Emmanuel, evangelista nő
- Moshood Abiola, politikus és üzletember
- Peter Akinola, a nigériai katolikus egyház prímása
- Fela Kuti, zenekarvezető, szaxofonista
- Funmilayo Ransome-Kuti, feminista és politikus
- Olusegun Obasanjo, politikus (államelnök)
- Bekololari Ransome-Kuti, politikus, emberjogi aktivista
- Wole Soyinka, Nobel-díjas író
- Carsten Haitzler, ausztrál-német szoftverfejlesztő

## Fordítás
- Ez a szócikk részben vagy egészben az Abeokuta című angol Wikipédia-szócikk fordításán alapul.  Az eredeti cikk szerkesztőit annak laptörténete sorolja fel. Ez a jelzés csupán a megfogalmazás eredetét és a szerzői jogokat jelzi, nem szolgál a cikkben szereplő információk forrásmegjelöléseként.
- Ez a szócikk részben vagy egészben az Abeokuta című német Wikipédia-szócikk fordításán alapul.  Az eredeti cikk szerkesztőit annak laptörténete sorolja fel. Ez a jelzés csupán a megfogalmazás eredetét és a szerzői jogokat jelzi, nem szolgál a cikkben szereplő információk forrásmegjelöléseként.